# Won Lee-sak
Won „PartinG“ Lee-sak (* 24. August 1994) ist ein professioneller südkoreanischer E-Sportler im Computerspiel StarCraft II. Er gehört etwa seit der zweiten Hälfte des Jahres 2012 zur Weltspitze.

## Werdegang
PartinG tauchte zwar im Jahr 2011 das erste Mal im GSL Code A auf und erzielte Erfolge bei Online-Turnieren. Schon in der zweiten Saison der 2012 GSL konnte sich Won Lee-sak bis ins Halbfinale vorkämpfen, wo er Jung „Mvp“ Jong-hyun unterlag. Im August 2012 qualifizierte er sich durch seinen zweiten Platz bei den WCS Asia Finals 2012 für das Finale der Battle.net World Championship. Dort gewann er das Turnier und ein Preisgeld von 100.000 US-Dollar.
Kurz danach konnte Parting auch noch die World Cyber Games 2012 für sich entscheiden. Sein größter Erfolg im Jahre 2013 war der Sieg bei den Red Bull Battle Grounds in New York, der mit 20.000 Dollar dotiert war. Bei den World Cyber Games 2013 verpasste er als Drittplatzierter hingegen die Titelverteidigung.

## Spielstil
Parting ist für eine Strategie bekannt, die auf einem frühen Angriff mit den Protoss-Einheiten Sentry und Immortal im Matchup gegen Zerg beruht ("Soul Train" bzw. "Sentry/Immortal All-in" genannt).

## Turnier-Erfolge in SC2 (Auswahl)
| Jahr      | Turnier                               | Platz       | Preisgeld |
| --------- | ------------------------------------- | ----------- | --------- |
| Mai 2012  | Global StarCraft II League Season 2   | 3./4. Platz | 04.263 $  |
| Okt. 2012 | WCS Asia Finals                       | 2. Platz    | 09.000 $  |
| Nov. 2012 | Battle.net World Championship         | 1. Platz    | 100.000 $ |
| Dez. 2012 | World Cyber Games                     | 1. Platz    | 025.000 $ |
| Dez. 2012 | GSL Blizzard Cup                      | 2. Platz    | 09.300 $  |
| Nov. 2013 | Red Bull Battle Grounds New York City | 1. Platz    | 020.000 $ |
| Dez. 2013 | World Cyber Games                     | 3. Platz    | 07.500 $  |
| Apr. 2014 | GSL Global Championship               | 2. Platz    | 03.700 $  |
| Nov. 2014 | MSI Beat IT                           | 2. Platz    | 05.000 $  |
| Nov. 2014 | HomeStory Cup X                       | 1. Platz    | 010.000 $ |
| März 2015 | Global StarCraft II League Season 1   | 2. Platz    | 09.025 $  |
| März 2015 | Gfinity Spring Masters I              | 1. Platz    | 05.000 $  |
| Mai 2015  | DreamHack Tours 2015                  | 1. Platz    | 010.000 $ |
| Juni 2015 | Hong Kong Esports Tournament          | 1. Platz    | 07.000 $  |